# Youri Loen
Youri Loen (Nimega, 27 gennaio 1991) è un calciatore olandese, centrocampista del FCB Magpies.

## Carriera
Ha giocato 6 partite nella massima serie olandese.